# Franciscus Holkema
Fransiscus van Holkema (Oldeboorn, 10 mei 1841 – Groningen, 11 juni 1870), bekend als Franciscus Holkema, was een Nederlands bioloog en vegetatiekundige. Hij deed uitgebreid studie naar de vegetatie van de Waddeneilanden en was in dit opzicht een pionier. 

## Biografie
Holkema was een zoon van de Nederlands-hervormde predikant Arjen Buwalda van Holkema en diens eerste vrouw Trijntje Stam. Hij studeerde biologie aan de Rijksuniversiteit Groningen. Holkema was in Nederland de eerste die de vegetatie van een plantengeografische eenheid in zijn samenhang bestudeerde, en hij geldt dan ook als de eerste Nederlandse plantensocioloog, volgens het oordeel van de vegetatiekundige Victor Westhoff. Het vakgebied plantensociologie bestond in die tijd nog niet. Holkema was van plan in 1870 te promoveren op zijn proefschrift De plantengroei der Nederlandsche Noordzee-eilanden, Texel, Vlieland, Terschelling, Ameland, Schiermonnikoog en Rottum. Eene bijdrage tot de Flora van Nederland. Hij overleed echter op 29-jarige leeftijd, voor hij had kunnen promoveren. Zijn proefschrift zette Jac. P. Thijsse ertoe aan een betrekking als onderwijzer op Texel te aanvaarden; in het proefschrift van Holkema had Thijsse gelezen dat er op Texel nog veel viel te ontdekken.
Holkema ontdekte in 1868 op Terschelling de grote veenbes of cranberry. Hij meldde de vondst van deze van oorsprong Amerikaanse plantensoort als "de schoone nieuwelinge in de Europese flora" onder de oude wetenschappelijke naam Vaccinium macrocarpon (tegenwoordig Oxycoccus macrocarpos).